# Rent-a-Cop
Rent-a-Cop (bra: Um Tira de Aluguel). é um filme de comédia de suspense estadunidense, de 1987, estrelado por Burt Reynolds e Liza Minnelli. Reynolds interpreta um policial desonrado que agora trabalha como segurança, e que se apaixona por Minnelli, que interpreta uma prostituta.
Inicialmente lançado em 26 de novembro de 1987, na Alemanha Ocidental, sua estreia americana ocorreu dois meses depois, em 15 de janeiro de 1988. Embora ambientado em Chicago, o filme foi em grande parte filmado na Itália.
O filme resultou em indicações para os dois atores principais no Framboesa de Ouro, de 1988, nas categorias de Pior Ator e Pior Atriz. No entanto, essas nomeações não foram exclusivamente pelos méritos de Rent-a-Cop; Reynolds e Minnelli também foram citados por Switching Channels e Arthur 2: On the Rocks, respectivamente. Minnelli acabou "ganhando" o prêmio de Pior Atriz.

## Enredo
O policial de Chicago, Tony Church (Burt Reynolds), e sua equipe estão concluindo uma operação antidrogas. Logo quando os policiais fazem a prisão, um ladrão mascarado chamado Dancer (James Remar) intervém e executa todos os oficiais. Church tenta prender Dancer, mas ele o engana e faz uma refém, Della (Liza Minnelli). Della consegue escapar quando Dancer foge, e Church acaba levando a culpa pela operação desastrosa e é demitido da força policial.
Della, uma prostituta de alto preço, sem o conhecimento de Church e dos outros policiais, estava no hotel naquele momento e conseguiu ver bem o rosto de Dancer. Ela encontra Dancer novamente quando ele tenta assassiná-la, mas ela consegue escapar. Com medo de que Dancer a persiga novamente e a mate, Della decide que precisa de proteção e localiza o agora humilde Church, que está trabalhando como segurança em um shopping. Ela oferece a Church pagar para atuar como seu guarda-costas até que Dancer seja capturado.
O colega de longa data de Church, Roger (Richard Masur), o encontra e o aconselha a se manter afastado do caso, pois ele destruiu sua carreira. Infelizmente para Church, Roger é revelado como um policial corrupto envolvido com Dancer. Della e Church desenvolvem um vínculo improvável, e um relacionamento floresce.
Church e Della decidem que a única maneira de capturar Dancer é usar Della como isca. Eles elaboram um plano, e no momento em que parece ter dado errado, Church aparece para salvar a vida de Della e mata Dancer. A cena final mostra Church e Della tentando dar uma chance ao seu novo relacionamento.

## Elenco
- Burt Reynolds como Tenente Tony Church
- Liza Minnelli como Della Roberts
- James Remar como Adam "Dancer" Booth
- Richard Masur como Roger Latrele
- Dionne Warwick como Beth Connors
- Bernie Casey como Lemar
- Robby Benson como Andrew Pitts
- John P. Ryan como Comandante Wieser
- John Stanton como Haskell Alexander
- Michael Rooker como Joe
- Roslyn Alexander como Senhorita Barley

## Produção
As filmagens estavam programadas para começar em outubro de 1986, mas foram adiadas para novembro. O filme marca a estreia de Jerry London como diretor de um longa-metragem do que havia se destacado por seu trabalho em minisséries como Shogun.
O ator Burt Reynolds recebeu US$ 3 milhões pelo papel. Sobre a temática do filme, o ator revelou: "A história do policial e da prostituta já foi contada um milhão de vezes","O segredo para contar a história é sempre o policial que odeia a garota e a garota que odeia o policial, mas eles precisam um do outro por algum motivo." O diretor do filme, Jerry London, disse que os últimos filmes do ator "foram sombrios", e as "plateias não saíram das salas de cinema com o calor que Burt pode proporcionar", segundo ele, Rent-a-Cop representa uma mudança nesse aspecto de sua filmografia.
Foi o primeiro filme de Minnelli em cinco anos. Ela havia sido internada na Betty Ford Clinic em 1984 devido a problemas com abuso de substâncias. "Todo mundo que eu conheço, incluindo eu mesma, se mete em encrenca", disse ela. "Quando você dá muito crédito à opinião pública, quando sua percepção de si mesmo fica turva, quando você sente que o que as pessoas pensam é mais importante do que como você se sente... aí é perigoso, e isso pode acontecer facilmente - comigo, com uma dona de casa. É quando você se preocupa em dormir o suficiente, então toma um comprimido para dormir; quando as pessoas acham que você está acima do peso, então você toma um comprimido para emagrecer. E então você se vê em reabilitação."
A relação dos dois protagonistas do filme foi amigável. Reynolds disse que ele e Minnelli "gostam muito um do outro, e esse é o subtexto do que estamos fazendo. Fazemos o outro rir muito". Ele e Minnelli improvisaram rotinas sobre a nostalgia real de Reynolds pelos anos 1950. O diretor do filme revelou em entrevista: "Ele é um profissional inteligente, afiado e trabalhador" "e a química entre ele e Minnelli é maravilhosa. Acho que Rent-A-Cop é um filme para o público, o tipo de filme em que você se diverte por uma hora e 40 minutos. É exatamente o que Burt e seu público precisam."

## Recepção crítica
O filme recebeu críticas negativas dos críticos, com uma pontuação de 14% no Rotten Tomatoes, com 12 das 14 análises profissionais sendo negativas. Walter Goodman, em sua análise para o The New York Times, elogiou a atuação de Minnelli, mas descreveu o enredo como confuso e a direção como eficiente, mas sem inspiração. Roger Ebert deu ao filme 2 de 4 estrelas, dizendo que "Rent-A-Cop é uma colisão entre um relacionamento e um clichê, e o clichê vence, mas não antes que o relacionamento nos dê alguns momentos agradáveis".

## Desempenho comercial
O filme arrecadou menos de US$ 300.000 em bilheterias americanas.